# Rhynchospora brunnea
Rhynchospora brunnea är en halvgräsart som beskrevs av Johann Otto Boeckeler. Rhynchospora brunnea ingår i släktet småag, och familjen halvgräs. Inga underarter finns listade i Catalogue of Life.